# Buseto Palizzolo
Buseto Palizzolo – miejscowość i gmina we Włoszech, w regionie Sycylia, w prowincji Trapani.
Według danych na rok 2004 gminę zamieszkiwało 3170 osób, 44 os./km².